# Felix Levin
Felix Levin (* 5. November 1958 in Lwow, Ukrainische SSR) ist ein deutscher Schachgroßmeister und -trainer ukrainischer Herkunft.
Er trägt seit 1998 den Titel Großmeister. Seine bisher höchste Elo-Zahl war 2564 im Juli 2008, was den 15. Platz der deutschen Elo-Rangliste bedeutete. Seit 1998 spielt er für den Deutschen Schachbund. Bei der U20-Weltmeisterschaft 2003 in Naxçıvan fungierte er als Trainer von Leonid Kritz.

## Einzelerfolge
1993 wurde er in Podgorica bei einem Turnier der Kategorie 10 geteilter Erster, 1995 wurde er beim Schachfestival Bad Wörishofen Zweiter hinter Uwe Bönsch. 1998 gewann Felix Levin das internationale Open in Le Touquet-Paris-Plage, im Jahr 2000 wurde er Bremer Schnellschachmeister (8. Karl-Michel-Open), 2002 siegte er beim Gent Open. Das Internationale Osterschachturnier in Büdelsdorf gewann er dreimal hintereinander (2002, 2003 und 2004). Im Februar 2003 gewann er den 3. Nord-West Cup in Bad Zwischenahn. Im Februar 2004 gewann er das 3. Internationale Open in Rochefort (Charente-Maritime). Zweimal gewann er das internationale Open im italienischen Condino: 2005 und 2006. 2006 wurde er beim Liechtenstein Open in Triesen Zweiter hinter GM Arkadi Rotstein. 2006 gewann er das Gausdal Classics B in Gausdal, im Dezember 2006 das 22. Post Open in Düsseldorf, im Juli 2007 wurde er Erster beim 27. Internationalen Open in Benasque und im Dezember 2007 konnte er das 23. Post Open in Düsseldorf gewinnen. Den Schachtürken-Cup in Paderborn gewann Felix Levin in den Jahren 2015, 2016, 2018, 2019 und 2023.

## Vereinsmannschaften
Seine erste Mannschaft in Deutschland war die SG Porz. Als er von Lwiw nach Deutschland übersiedelte, spielte er zuerst bei SF Schwerin am Spitzenbrett, in der Saison 2000/01 schaffte er an Brett eins des Zweitligisten Königsspringer Hamburg den Aufstieg in die Schachbundesliga. Danach wechselte er zum SV Werder Bremen, von 2004 bis 2018 spielte er für den SV Mülheim-Nord. Seit 2018 ist er für den SV Lingen 1959 (zunächst in der 2. Bundesliga, in der Saison 2019/20 in der 1. Bundesliga) aktiv.
Levin spielt auch in der belgischen (früher für den SK Rochade Eupen und Brügge, von der Saison 2007/08 bis zur Saison 2015/16 für den KSK 47 Eynatten, mit dem er 2010, 2011 und 2014 belgischer Mannschaftsmeister wurde, von der Saison 2016/17 bis zur Saison 2018/19 für den KSK Rochade Eupen-Kelmis und in der Saison 2019/20 für die Schachfreunde Wirtzfeld, den Mannschaftsmeister in dieser Saison), französischen (ehemalig), luxemburgischen (in der Saison 2007/08 für De Sprénger Echternach), niederländischen (von 2004 bis 2008 für HMC Calder Den Bosch, seit 2008 für die Schaakvereniging Voerendaal (seit 2018 SV Zuid-Limburg), mit der er 2012 Meister wurde) und polnischen (1990 für LKS Igloopol Dębica) Mannschaftsmeisterschaft, sowie in der österreichischen 1. Bundesliga in der Saison 2008/09 für den SK Absam.